# 石川県民の歌
「石川県民の歌」（いしかわけんみんのうた）は、日本の都道府県の一つ、石川県が制定した県民歌である。以下の同名2曲が存在する。
1. 1948年（昭和23年）制定。作詞・信原俊行、作曲・金沢交響楽団。
2. 1959年（昭和34年）制定。作詞・梅木宗一、作曲・窪田新一。

現在の県民歌は2. である。

## 現行「石川県民の歌」
当時の皇太子（明仁上皇）の成婚（いわゆるミッチー・ブーム）を受けて全国を対象に公募を実施し、歌詞487編・曲182編の応募作を選定委員会が審査して1959年11月3日（文化の日）に発表された。日本コロムビアが若山彰と初代コロムビア・ローズの歌唱を吹き込んだSPレコードを製造している。発表会の開催当日には県公報の号外（昭和34年11月3日第122号）において「石川県民の歌」を制定した旨を告示しているが、制定から10年前後は「非公式」の扱いとされていたらしく本曲を「参考」扱いで紹介しながらも「正式な県民歌としては取り扱われていない」との注釈を記載する資料が複数見られる。
1991年（平成3年）開催の第46回石川国体開会式で演奏された他、県統計協会が毎年発行する県民手帳にも掲載されているが演奏の機会は限定的であり「県内で広範に認知されているとは言い難い」とも指摘されている。

### 作詞・作曲者
作詞部門で入選した梅木宗一は金沢地方裁判所の職員で、本曲の他には河北郡宇ノ気町（現在のかほく市）が募集した「宇ノ気音頭」や、柳田村立柳田小学校（現在の能登町立柳田小学校）旧校歌（北河内小学校との統廃合に伴い廃止）などを作詞している。
作曲部門で入選した窪田新一は富山県魚津市出身で、応募時は加賀市の山代温泉にあるキャバレーでバンドマンをしていたが作曲はこの公募が初めてだったとされている。

## 初代「石川県民の歌」
現行の「石川県民の歌」（コロムビア版）が制定される以前の1948年（昭和23年）、県が主催した「新日本建設国民運動」の一環として「石川県民の歌」と「工場生産増強の歌」の2部門で歌詞の一般公募が実施された。県民歌としてはこの際に選定された「石川県民の歌」が“初代”と言うことになるが、コロムビア版制定時には既に演奏実態がなくなっていたとみられ、金沢蓄音器館に保管されるテイチクが製作したレコード以外にはほとんど資料が残っていない。このレコードの盤面には「特別吹込」との記載があり、県がレコード会社に依頼して製作された非売品とみられる。
テイチク版「石川県民の歌」の作詞は信原俊行、作曲は金沢交響楽団、歌唱は菅原都々子と村澤可夫。男女のデュエットである点はコロムビア版と共通だが、歌詞と旋律は全く異なっており戦後の陰鬱としたムードを払拭するかのように「食糧増産」や「再建」を連呼するものとなっている。また「石川県民の歌」と並行して募集された「工場生産増強の歌」は入選作がなかったため佳作2編が選定され、その内1編が「職場シャンソン」と改題のうえで同じレコードに収録されている。

### 収録曲
- 「歌謡曲 石川県民の歌」（テイチク、20005）

歌唱 - 菅原都々子、村澤可夫
演奏 - ナニワアンサンブル
A面
石川県民の歌 [3:08]
作詞 - 信原俊行、作曲 - 金沢交響楽団、編曲 - 阪東政一
B面
職場シャンソン [2:56]
作詞 - 白井一好、作曲 - 金沢交響楽団、編曲 - 阪東政一